# Jaime García-Altozano Garrido
Jaime García-Altozano Garrido   (Madrid, 4 d'agost de 1993), conegut simplement com a Jaime Altozano, és un músic, productor musical i youtuber espanyol, conegut per la divulgació musical que fa utilitzant Internet.
Va estudiar piano en un conservatori, dos anys de doble grau de Matemàtiques i Física i producció musical a la Escuela Creativa de Madrid. Va començar el seu canal de YouTube al maig de 2017 a fi d'oferir docència musical accessible i gratuïta. Els seus vídeos sobre temes musicals com les anàlisis de bandes sonores o vídeos divulgatius sobre música clàssica usant cançons de Pokémon, DragonBall, The Beatles o La Oreja de Van Gogh es van popularitzar i, així, va aconseguir els 187.000 subscriptors a la fi del mateix any i va duplicar la xifra cinc mesos després.
L'octubre de 2017, Ramon Gener Sala va publicar Un gesto lo puede cambiar todo que copiava les anàlisis De Pokémon a Bach. Una història de VOCES (5 de juliol de 2017) i Los Miserables: la Mejor Fuga de BACH (20 de juliol de 2017) de Jaime Altozano. Posteriorment, Ramon Gener va culpar d'aquest plagi a un col·laborador seu, i a més, va afirmar desconèixer el treball d'Altozano.
El 29 de desembre de 2017 va comentar en directe l'òpera La Bohème de Giacomo Puccini retransmesa en streaming des del Teatre Real de Madrid amb l'objectiu que fos vista per més de cent mil persones.
Ha col·laborat amb altres mitjans com RTVE al programa La mejor canción jamás cantada on feia una anàlisi de cada dècada en que es componia la sèrie de programes amb el mateix format que al seu canal de Youtube. Va col·laborar de forma habitual i repetida amb diferents programes musicals de ràdio, com Música y Significado amb Luis Ángel de Benito i El Arpa de Noé amb Ricardo de Cala, ambdues de Ràdio Clàssica de RTVE, i en programes generalistes, com Hoy por Hoy de Cadena SER amb Toni Garrido.
L'any 2019 el seu canal va arribar al milió de subscriptors, i el 4 de març d'aquell any va publicar un vídeo especial celebrant-ho.